# پاتریس برنیر
پاتریس برنیر (انگلیسی: Patrice Bernier؛ زادهٔ ۲۳ سپتامبر ۱۹۷۹) بازیکن فوتبال اهل کانادا است.
از باشگاه‌هایی که در آن بازی کرده‌است می‌توان به باشگاه فوتبال کایزرسلاوترن، باشگاه فوتبال نورشلان، باشگاه فوتبال ترومسو، و باشگاه فوتبال مونترال اشاره کرد.
وی همچنین در تیم‌های ملی فوتبال Canada men's national youth soccer teams، و Canada men's national under-20 soccer team, Canada men's national youth soccer teams، و کانادا بازی کرده‌است.